# 접안렌즈

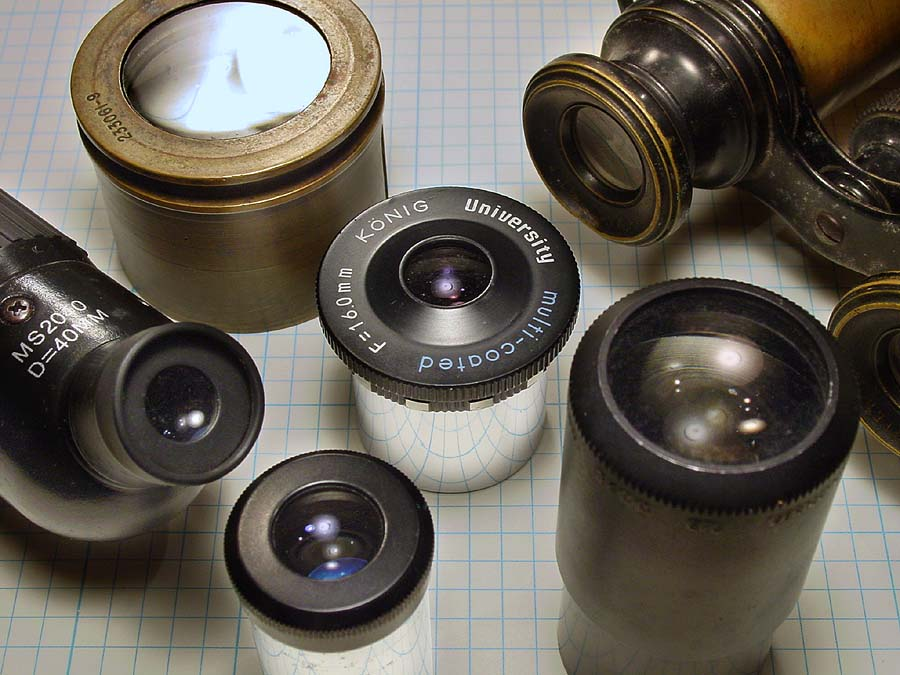

접안렌즈 또는 대안렌즈, 아이피스(eyepiece)는 망원경, 현미경과 같은 다양한 광학 장치에 부착되는 렌즈 유형이다. 접안렌즈는 물체나 샘플을 관찰하기 위해 광학 장치를 통해 볼 때 일반적으로 눈을 대는 렌즈이기 때문에 붙여진 이름이다. 대물렌즈 또는 거울은 물체나 샘플로부터 빛을 모아서 초점을 맞춰 물체의 상을 만든다.다.(접안렌즈와 눈이 함께 눈의 망막에 대물렌즈를 통과해서 얻은 빛을 상으로 만든다.) 접안렌즈의 배율은 초점거리에 따라 달라진다.
접안렌즈는 그 안에 여러 개의 "렌즈 부품"으로 만들며 한쪽 끝에는 "배럴"이 있다. 배럴은 접안렌즈를 달을 장비의 구멍에 맞도록 만들어져있다. 접안렌즈를 대물렌즈에 더 가깝고 멀게 움직여서 상의 초점을 맞출 수 있다. 대부분의 장비에는 접안렌즈를 직접 조작할 필요 없이 접안렌즈가 장착된 원통을 움직여 초점을 맞출 수 있다.
일반적으로 쌍안경은 접안렌즈가 같이 만들어진 형태가 많기 때문에 정해진 배율과 시야각을 갖는다. 반면에 망원경과 현미경은 접안렌즈는 교체하여 사용할 수 있다. 접안렌즈를 바꿔 원하는 배율이나 시야각을 확보할 수 있다. 접안렌즈는 눈의 피로를 덜 하게 하는 역할을 한다.

## 종류
시간에 따라 기술은 발전하고, 망원경, 현미경, 사이트나 다른 장치에 사용하는 여러가지 아이피스 디자인이 아주 다양하게 존재하고, 개발되어 가고 있다. 이 문서에서는 자주 사용되는 아이피스 종류에 대해서 서술할 것이다. 시장에 있는 아이피스에는 약자가 있다. 알파벳은 아이피스 종류를 말하고, 뒤에 있는 숫자는 초점거리를 말한다. 예를 들어 MH10mm라고 하면 10mm 초점을 갖는 미텐츠베이(Mittenzwey)-하위헌스(Huygens)렌즈 아이피스를 말한다.

### 갈릴레이(Galilei)식

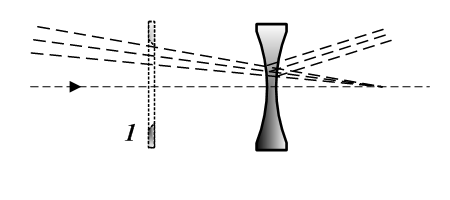
갈릴레이식 아이피스

갈릴레이식 아이피스(혹은 네거티브 렌즈)는 초점 앞에 렌즈를 배치하여 확대된 정립상을 표현하는데 강점이 있는 간단한 렌즈이다. 하지만, 시야각이 제한되어 있기 때문에 저배율에 더 적합하다. 갈릴레오 갈릴레이가 1609년에 자신의 망원경을 설계하는데 이 종류의 아이피스를 사용하였고, 갈릴레이식이라고 명명하였다. 이 아이피스는 갈릴레이가 아니라 1608년에 네덜란드에서 먼저 굴절 망원경을 사용하는데 썼다는 말도 있다. 갈릴레이식 아이피스는 여전히 아주 싼 망원경이나 쌍안경, 오페라 글라스에 사용되고 있다.

### 볼록 렌즈

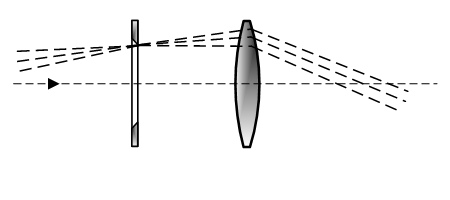
볼록렌즈

볼록렌즈는 초점 뒤에 렌즈를 배치함으로써 확대된 도립상을 표현하는 렌즈이다. 이런 형태는 아마도 네덜란드의 굴절망원경에서 처음 사용되었을 것이고, 요하네스 케플러가 1611년에 쓴 《Dioptrice》에 더 넓은 시야각과 배율을 제공하는 방법일 것이라는 추측이 적혀있다. 렌즈가 상의 초점 뒤에 배치됐기 때문에 마이크로미터헤드(조동나사)를 통해 초점을 조절할 수 있다.(각의 크기나 관측 대상의 거리를 위해서 사용된다.)

### 하위헌스식(H)

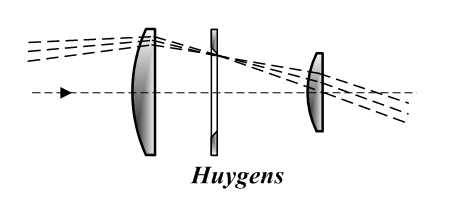
하위헌스식 아이피스

한쪽이 볼록하고, 한쪽이 평평한 렌즈 두 개를 공기를 사이에 두고 같은 방향으로 나란히 배치한 아이피스다. 대물렌즈 쪽의 렌즈를 필드렌즈, 안쪽의 렌즈는 접안렌즈로 부른다. 1660년대 후반 크리스티안 하위헌스에 의해서 발명된 최초의 복합렌즈 아이피스다. 하위헌스는 두 개의 렌즈를 서로 떼어 놓아 배치하여 수평성분의 색수차를 없앨 수 있다는 것을 발견했다. 1865년 쯤에 모리츠 미텐츠베이(Moritz Mittenzwey)가 하위헌스식 아이피스의 대물렌즈 쪽을 메니스커스 렌즈로 바꿔 수차를 줄였고, 이 렌즈를 미텐츠베이-하위헌스 렌즈(Huygens-Mittenzwey 혹은 Modified Huygens라고 부르며, 약자는 대문자를 따서 HM혹은 MH로 쓴다. 독일어 위키피디아 문서)라고 한다.
같은 아베수를 갖는 두 렌즈가 아주 멀리 떨어진 대상을 이완된 눈이 하위헌스식 렌즈를 통해서 보기 위해선
{\displaystyle d={\frac {1}{2}}(f_{A}+f_{B})}
만큼 렌즈가 떨어져야 한다. 여기서 {\displaystyle f_{A}}와 {\displaystyle f_{B}}는 각각의 렌즈의 초점거리이다.
이 아이피스는 초점거리가 아주 먼 망원경에서 잘 동작한다. 하위헌스 아이피스는 시야각의 한계가 약 50도이다. 구조가 간단하여 값이 싸고, 상도 밝게 보이지만, 눈동자 거리(eye relief)가 짧아(0.241f) 고배율에는 눈이 금방 피로해진다. 하위헌스 아이피스가 가격이 낮아진 후부터 비싸지 않은 망원경이나 현미경에서 쉽게 찾을 수 있다.
렌즈 접착제의 내열성이 약했을 때에 하위헌스식 아이피스는 태양관측용 접안렌즈로 쓰기에 유용했다.

### 람스덴식(R)

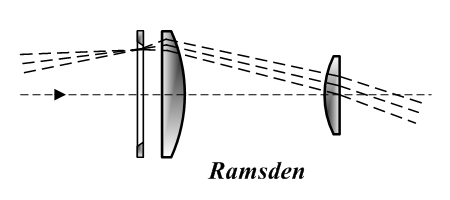
람스덴식 아이피스

람스덴식 아이피스는 한쪽이 볼록하고 한쪽이 평평한, 같은 재료에 비슷한 초점을 갖는 렌즈 두 개를 다른 방향으로 나란히 배치한 아이피스다. 접안 렌즈 쪽 초점거리보다 짧은 쪽에 놓게 디자인되었으며, 천문기기와 과학기기를 만드는 제시 램즈덴(영어: Jesse Ramsden)이 1782년에 디자인하였다. 색수차가 큰 망원경에는 쓰기 어렵다. 접안경의 왜곡이 적고, 초점위치가 2개의 렌즈 바깥쪽에 있어 십자선이나 눈금을 덧붙일 수 있다. 따라서 파인더, 검측용 확대경, 현미경 등에 사용한다. 렌즈의 접착제의 내열성이 약했을 때는 하위헌스식 아이피스와 마찬가지로 유용한 태양관측용 접안렌즈였다.

### 켈너식(K)

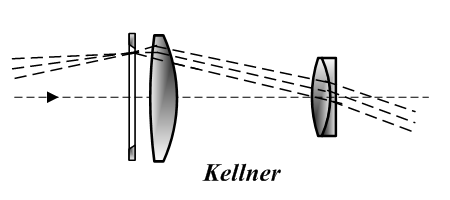
켈너식 아이피스

켈너식 아이피스는 람스덴식 아이피스에서 눈쪽에 가까운 렌즈를 이중 색지움 렌즈로 사용함으로써  색수차를 줄인 아이피스다. 칼 켈너(독일어: Karl Kellner)가 1849년에 처음으로 디자인한 색지움 아이피스이다. 3렌즈 디자인인 켈너식 아이피스는 비싸지도 않으면서도 하위헌스식이나 람스덴식과 비교하여 색수차가 작고, 시야각도 커 저배율에서 중배율에서 우수하다. 눈동자 거리가 하위헌스식보다 좋지만 람스덴식보다는 작다. 가장 큰 문제로 내부 반사가 있었지만, 저반사코팅 기술의 발달로 저배율에서 중배율까지의 현미경이나 쌍안경, 망원경에서 쓰인다. 주된 시야각은 40도에서 50도 정도이다.

### 오소스코픽(Or, OR, O)
오소스코픽(orthoscopic)은 똑바른(위키낱말사전:ortho-) 상이라는 뜻으로 왜곡이 적다는 뜻에서 붙여진 이름이다. 아베식과 프뢰슬식을 오소스코픽이라는 이름으로 파는 경우가 많다.

#### 아베식(A)

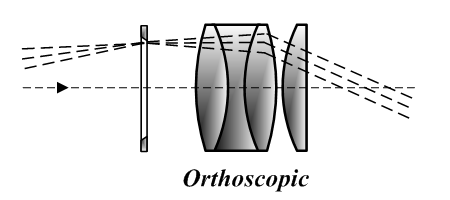
아베식 오소스코픽(Orthoscopic) 아이피스

아베(Abbe)식 아이피스는 4렌즈 오소스코픽 아이피스로 볼록렌즈 2개와 오목렌즈 하나를 3중으로 붙인 색지움 필드렌즈와 한쪽면이 볼록하고 한쪽면이 평평한 렌즈 하나로 이루어져 있다. 이런 구조는 완벽에 가까운 퀄리티의 상을 주고, 눈동자 거리도 좋다. 하지만 시야각이 40°에서 45° 정도 되는 좁은 시야각을 가지고 있다는 단점이 있다. 에른스트 아베가 1880년에 만들었다.
멀티코팅의 등장과 프뢰슬이 인기를 끌기 전까지, 아베식은 망원경의 아이피스로 큰 인기를 끌었다. 오늘날에도 달이나 행성을 관측하는데 고려하는 좋은 아이피스다. 외부 초점에 넓은 시야각과 긴 눈동자거리 덕분에 십자선을 달아야 하는 아이피스로 선호되었으나, 점점 쾨니히식으로 교체되고 있다. 적은 왜곡과 그에 따른 지구본 효과(w:globe effect)로 넓은 영역의 패닝을 요구하는 장비에는 적합하지 않다.

#### 플뢰슬식(PL)

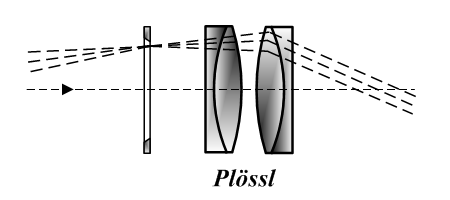
플뢰슬식 아이피스

플뢰슬식은 일반적으로 2세트의 이중렌즈로 구성된 아이피스로 시몬 플뢰슬(Simon Plößl)이 1860년에 설계했다. 2개의 이중렌즈가 플뢰슬식의 정체성이라 대칭 아이피스(symmetrical eyepiece)라고도 불린다. 정교한 플뢰슬식 아이피스는 50°이상의 넓은 시야각을 갖는다. 딥스카이나 행성 관측을 비롯한 다양한 관측에서 광범위하게 사용할 수 있다. 프뢰슬식의 최대 단점으로는 아베식과 비교했을 때 짧은 눈동자길이로, 초점 거리의 70~80%로 제한되어 있다. 짧은 눈동자 길이는 10mm 안팎의 짧은 초점길이를 가졌을 때 치명적인데, 안경을 쓰고 있는 사람한테는 특히나 불편할 수 있다.
플뢰슬식 아이피스는 천문장비 회사들이 이것을 다시 디자인 할 때인 1980년대까지 잘 알려져 있지 않는 형태였다. 오늘날에는 아마추어 천문 시장에서 가장 인기가 많은 아이피스다. 최소 4개의 광학부품을 넣은 디자인인 플뢰슬에 해당하는 범위는 더 넓어서 가끔 에르플러 같은 것도 플뢰슬식에 들어가기도 한다.
내부반사나 오목렌즈와 볼록렌즈를 잘 맞물리게 하는 것 같은 높은 수준의 재료와 실력을 요구하기 때문에 제조 비용이 만만치 않은 아이피스 중 하나다. 그래서 플뢰슬식 아이피스는 각각이 다른 퀄리티를 가지고 있다. 간단한 저반사 코팅처리한 값싼 아이피스와 잘 만든 아이피스는 금방 눈에 띌 정도로 차이가 크다.

### 단일 중심식

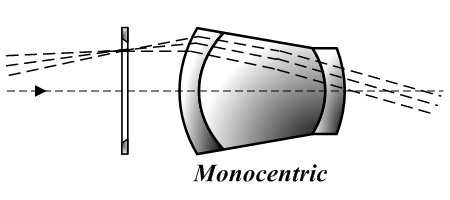
단일 중심식 아이피스

단일중심식(Mono-centric) 아이피스는 플린트 유리로 만들어진 렌즈를 크라운 유리로 만든 삼중 색지움 렌즈 아이피스다. 광학부품들이 두껍고, 곡률이 크고, 같은 중심을 공유한다는 점 때문에 monocentric이라는 이름이 붙었다. 단일 중심식 렌즈는 자신의 이름을 딴 렌즈로 유명한 후고 아돌프 슈타인하일(독일어: Hugo Adolf Steinheil)가 1883년 쯤에 만들었다. 이런 디자인은 저반사 코팅이 나오기 전까지 유령반사가 없으면서 밝고 대비가 강한 이미지를 줬다. 25°정도의 시야각 밖에 제공하지 않지만, 행성관측에서 선호되는 디자인이다.

### 에르플러식(E, Er)

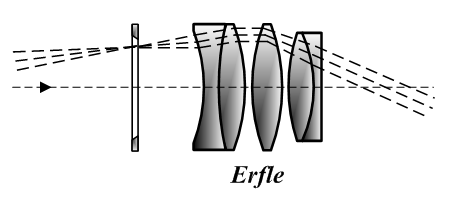
에르플러식 아이피스

1917년에서 1918년까지 하인리히 에르플러(독일어: Heinrich Erfle)가 세계1차대전에서 군사용 쌍안경에 쓰기 위한 아이피스를 개발했다. 5개 렌즈로 구성되어 있고, 가운데에 볼록렌즈를 기준으로 양쪽으로 볼록렌즈와 오목렌즈를 붙인 렌즈를 배치하는 형태로 되어 있다. 프뢰슬식 같은 4렌즈 아이피스를 바탕으로 넓은 시야각을 얻기 위하여 확장한 디자인이다.
에르플러식 아이피스는 넓은 시야각(60° 정도)을 얻도록 디자인 되었지만, 유령상과 비점수차 때문에 높은 배율에서 불안정하다. 저배율용으로 만들어졌기 때문에 20~30mm의 초점거리에서는 봐줄만하고, 40mm에서 훌륭하다. 큰 접안렌즈 때문에 긴 초점거리에서도 눈동자 거리가 좋아 보기 매우 편안하다는 것과 광시야각 때문에 에르플러식 아이피스는 매우 유명하다.

### 쾨니히식(Kö)

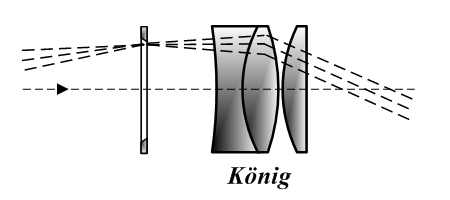
쾨니히식 아이피스

쾨니히 아이피스는 오목렌즈와 볼록렌즈를 합친 포지티브 렌즈와 한쪽은 볼록하고 한쪽은 평평한 렌즈로 구성되어 있다. 두 렌즈의 볼록한 면을 서로 강하게 접촉시킨 디자인이다. 아이피스의 오목한 면은 광원을 향하고 있고, 거의 평면에 가까운 면(사실 약간 볼록하다.)은 눈을 향해있다. 이 아이피스는 1915년에 독일의 광학자 알베르트 쾨니히(독일어: de:Albert König (Optiker)(문서 없음))가 설계하였다. 이 아이피스는 아베식을 효과적으로 간략화한 것이다. 쾨니히 아이피스는 높은 배율과 함께 두드러지게 높은 눈동자거리를 가지고 있었다.(1979년에 내글러식이 나오기 전까지 가장 긴 초점거리-눈동자거리 비율을 가진 아이피스였다.) 시야각은 55도 정도로 플뢰슬식보다 필요한 렌즈 부품이 하나 빠지면서도 살짝 좋아졌다.
현대에 개선된 것들은 보통 60도에서 70도의 시야각을 가지고있다. 외부 유리를 쓰거나 더 많은 렌즈 군을 두는 것으로 개선하였다. 그중 가장 두드러지는 것은 단일 오목-볼록 렌즈를 볼록한 부분을 오목렌즈와 볼록렌즈를 합친 렌즈를 향하게 대물렌즈 쪽에 두는 것이다.

### RKE

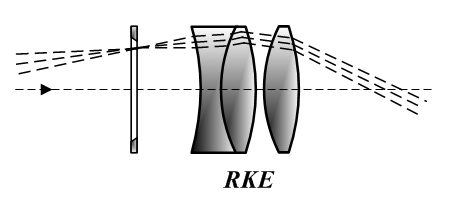
RKE 아이피스

RKE는 쾨니히식과 유사한 레이아웃으로 켈너식의 배열을 뒤집어 더블렛 렌즈와 색지움렌즈를 둔 아이피스다. 데이비드 랭크 박사가 에드몬드 사이언티픽(현 에드몬드 옵틱스(Edmund Optics))에서 설계하고, 1960년 후반에서 1970년에 시장에 출시되었다. 이 디자인은 켈너식보다 조금 더 넓은 시야를 제공하고 쾨니히식의 넓은 버전의 디자인과 비슷하게 생겼다.

### 내글러식

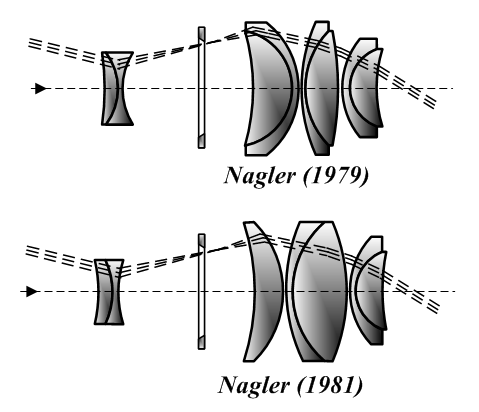
초기 내글러식 아이피스

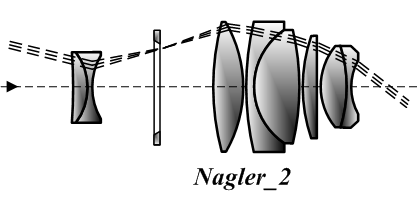
내글러식 아이피스 타입 2(1988)

텔레뷰(Tele Vue) 사의 알 내글러가 1979년에 특허를 내고 1980년에 판매한 렌즈이다. 비점수차 및 다른 수차가 적으면서 초광시야각(82도)을 가지는 렌즈로, 천체망원경에 최적화되게 설계되었다. 2007년, 폴 델리치에(Paul Dellechiaie)가 데이비드 내글러의 지도 아래에서 초광각 시야각(100°에서 110°까지의 AFOV)을 제공하는 Ethos를 개발했다고 주장했다. 이것은 높은 굴절율을 가진 외부 유리와 여덟 개의 광학부속을 4~5개로 묶어 만든 것이었다. 이런 아이피스들은 다 비슷하게 생겼기 때문에 Nagler, Nagler type 2, Nagler type 4, Nagler type 5, Nagler type 6라고 부른다. 더 새롭게 만든 Delos는 Ethos의 디자인을 수정한 것으로 시야각은 72도 정도에 불과하지만, 20mm라는 눈동자 거리를 가지고 있다.
내글러식 아이피스 안의 부품 숫자는 복잡하게 보이게 하지만, 디자인 원칙은 무척 간단하다. 모든 내글러식 아이피스는 대물렌즈 쪽에 확대를 담당하는 두 광학부품을 합친 네거티브 렌즈(오목렌즈 같이 초점이 앞에 있는 렌즈)가 하나 있고, 여러 포지티브 렌즈(볼록렌즈 같이 초점이 뒤에 있는 렌즈)들이 그것을 보조한다. 포지티브 렌즈들은 첫번째 네거티브 렌즈에서 오는 분리를 생각하여 긴 초점 거리를 만들고, 포지티브 렌즈를 성형한다. 이렇게 해서 낮은 파워 렌즈의 많은 좋은 퀄리티의 장점을 취하는 것이다. 사실상 내글러식은 긴 초점거리 아이피스를 결합한 바로 렌즈(영어: en:Barlow lens)의 강화판이다. 이 디자인은 넓은 시야각이나 긴 눈동자 거리를 갖는 아이피스들에 배껴져 사용되었다.
내글러식의 주된 단점은 무게에 있다. '수류탄'이라는 별명을 가지고 있을 정도로 크기가 크고 무겁다. 긴 초점거리를 가진 버전은 500g이 넘어가서 중소형 망원경의 무게중심을 맞추기 까다롭게 할 정도이다. 다른 단점은 높은 가격으로, 큰 내글러식 아이피스의 가격은 작은 망원경의 가격에 견줄만 하다. 아마추어 천문학자들에게는 사치품으로 인식되고 있다.

## 같이 보기
- 단안경
- 광학 현미경
- 광학망원경